# Velvyslanectví České republiky v Brasílii
Velvyslanectví České republiky v Brasílii je hlavním českým diplomatickým zastoupením v Brazílii. Nachází se v brutalistické budově v bloku SES 805, položka 21A, v sektoru jižních ambasád, v jižní části brazilského hlavního města Brasília. Původně vzniklo jako nové velvyslanectví Československa v novém hlavním městě, po rozdělení země roku 1993 sdílí areál objektu české a slovenské velvyslanectví. Od března 2018 vykonává funkci ambasadorky Sandra Lang Linkensederová.

## Historie
Brazílie se po vzniku Československa v říjnu 1918 stala vůbec první zemí, která nový stát oficiálně uznala a záhy byly zahájeny diplomatické styky, včetně zřízení ambasád a konzulátů. vztahy mezi oběma zeměmi.

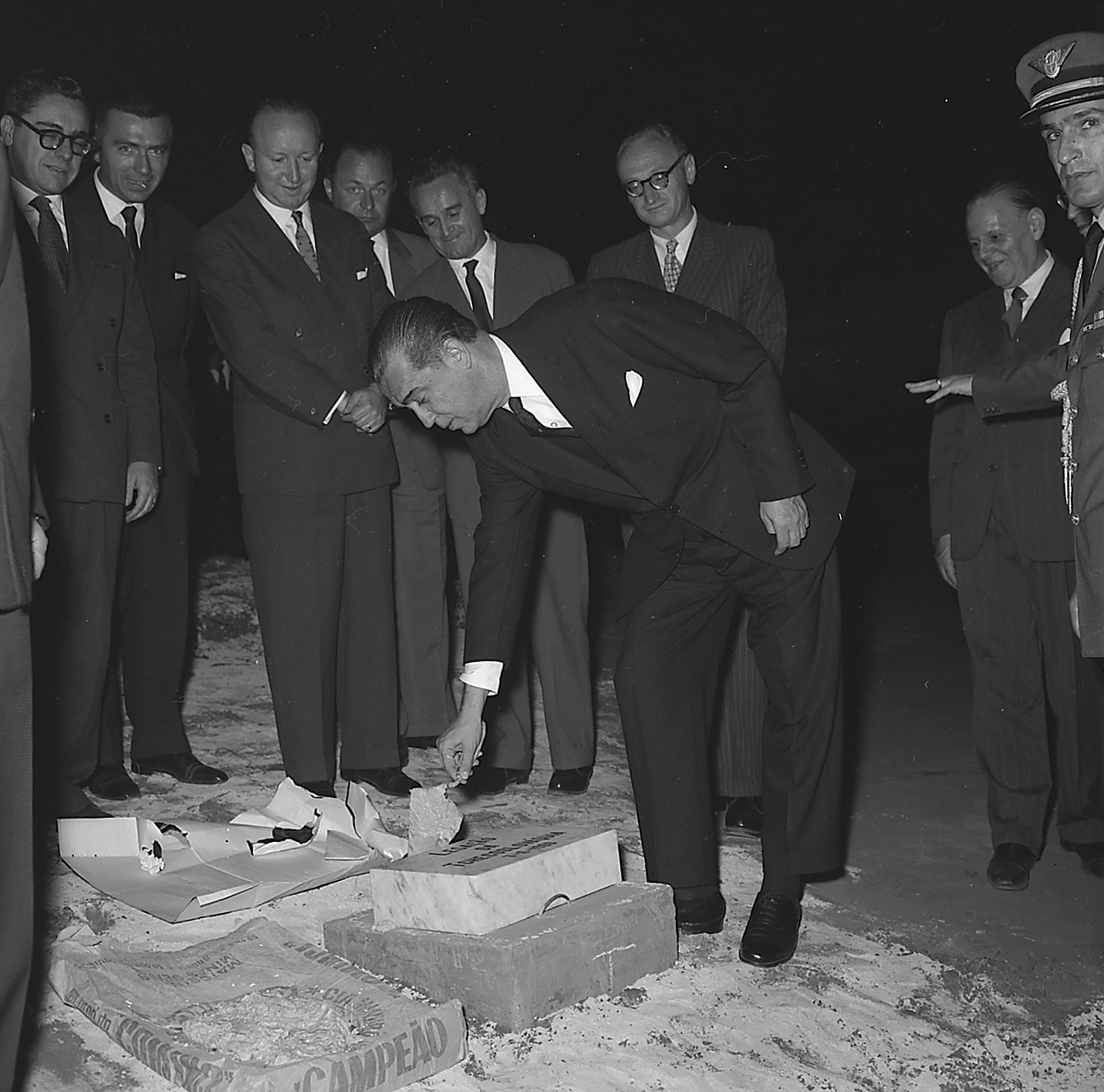
Brazilský prezident Juscelino Kubitschek při položení základního kamene československého velvyslanectví v Brasílii

Po rozhodnutí vlády brazilského prezidenta Juscelina Kubitscheka vybudovat začátkem 60. let 20. století zcela nové hlavní město hlouběji ve vnitrozemí, Brasílii, získalo Československo, stejně jako jiné země, v době výstavby města zdarma pozemky v sektoru na jihu oblasti určené pro velvyslanectví, v rámci opatření zaměřené na rychlejší instalaci zahraničních zastoupení v novém hlavním městě. ČSSR byla teprve druhou zemí, která zde zahájila výstavbu ambasády (po budově velvyslanectví Spojených států) a jedna z prvních, která byla městě zprovozněna.
Práce probíhaly ve dvou etapách, kancléřství a rezidence pro diplomaty byly postaveny během dvou let, v letech 1963 až 1965. Položení základního kamene byl přítomen mj. samotný prezident Kubitschek, který mj. měl sám český původ. V letech 1973 až 1976 byla pak v druhé části pozemku přistavěna také rezidence velvyslance. Projekty staveb v brutalistickém slohu navrhli českoslovenští architekti Karel Filsak, Karel Bubeníček, Jan Šrámek a Jiří Louda.
Když se Československo v roce 1993 rozdělilo, byly rozděleny i pozemky a budovy: v samotné budově ambasády bylo umístěno české velvyslanectví (části 21A), budova někdejší kanceláře a sídla velvyslance se stala sídlem slovenské velvyslanectví (část 21B). Roku 2010 prošla česká budova rekonstrukcí.

## Služby
Velvyslanectví zajišťuje standardní protokolární služby zahraničních zastoupení, jako je pomoc Čechům žijícím v Brazílii a návštěvníkům z České republiky, stejně jako Brazilcům, kteří chtějí navštívit nebo se přestěhovat do některé ze zemí Evropské unie: v ČR žilo okolo roku 2018 odhadem 550 Brazilců. Velvyslanectví v Brasílii sdílí část svých úkolů s generálním konzulátem v São Paulu, který je kompetenčně zodpovědný za jih a jihovýchod země, včetně regionu Mato Grosso do Sul. Kromě tohoto spravuje Česko v Brazílii dalších osm honorárních konzulátů: v Rio de Janeiru, Recife, Salvadoru, Fortalezě, Curitibě, Vitórii, Belo Horizonte a Batayporã.
Další akce, které procházejí ambasádou, jsou diplomatické vztahy s brazilskou vládou v politické, ekonomické, kulturní a vědecké oblasti. Brazílie je českou zahraniční politikou považována za jednoho z nejvýznamnějších partnerů Česka v Latinské Americe.